# Antoine's
Antoine’s est un restaurant créole situé dans le vieux carré français de La Nouvelle-Orléans, aux États-Unis, au 713, rue St. Louis. Il a été fondé en 1840 par Antoine Alciatore, ce qui en fait le plus ancien restaurant des États-Unis à être dirigé par la même famille.  
Le restaurant dispose de vingt-cinq mille bouteilles, entreposé dans une "wine alley", ainsi que de quatorze salles à manger de dimensions et décoration uniques.  

## Cuisine
Antoine's dispose de quatre menus : Un dinner menu, deux menus brunch, un classique et un "Sunday jazz", et le menu du bar Hermes.
Le menu comprend principalement des plats traditionnels créoles français, dont certains ont été inventés et y ont acquis une notoriété internationale, comme les huîtres Rockefeller, le Pompano en papillote ou les eggs Sardou . Le restaurant a aussi inventé le café brûlot diabolique, créé par Jules Alciatore, le fils du fondateur. 

## Effets de Katrina
Le vieux carré français fut épargné par l'inondation consécutive à l'ouragan Katrina en août 2005, mais Antoine's souffrit des vents qui arrachèrent une partie de sa toiture et abattirent un mur. La majeure partie des bouteilles de l'allée furent perdues en raison d'une panne du système de climatisation causée par la tempête. En juin 2006, la cave est lentement rénovée bien que certaines bouteilles ne puissent jamais être retrouvées. Le montant du sinistre est évalué à 16 millions de dollars.
Le restaurant a rouvert le 29 décembre 2005.